# Бугарски народни препород
Бугарски народни препород је био период националне еманципације Бугара у Османском царству. 
Подељен је на два периода - културно и политичко, прво које се одвијало у XVIII веку, а друго у XIX веку.
Опште је прихваћено да се почетак периода сматра годином састављања „Историје словенобугарске“, тј. међутим, 1762. године, према речима познатог бугарског историчара и османлијског Христа Гандева, почетак периода обележио је Карловачки мир, крај владавине везира Ћуприлића, због сплетке Фејзулаха ефендије. 
Врхунац овог препорода био је између бугарске легије, јаворског рата и бугарског ослобођења. Крај периода обележио је Нејски мировни уговор.